# 甘味けんじ
甘味 けんじ（あまみ けんじ、10月29日 - ）はお笑い、漫談家。Wけんじの内弟子。本名「伊集院弘仁」。鹿児島県沖永良部島出身。あまみ企画所属。ボーイズ・バラエティー協会所属。

## 芸風
坊主漫談として、頭はツルッパゲで坊主の格好をして笑わせる。なお、後付けではあるが、実際に住職の資格を持っている。

## 出演
- 浅草
- テレビ
- 映画
- CM